# Bácum (Messico)
Bácum è una municipalità dello stato di Sonora nel Messico settentrionale, il cui capoluogo è la località omonima.
Conta 23.053 abitanti (2010) e ha una estensione di 1.578,16 km².